# Cyclops insignis
Cyclops insignis är en kräftdjursart som beskrevs av Claus 1857. Cyclops insignis ingår i släktet Cyclops och familjen Cyclopidae. Arten är reproducerande i Sverige. Inga underarter finns listade i Catalogue of Life.